# Oscar Michiels
Le Lieutenant-Général François-Fidèle-Oscar Michiels, né le 24 juillet 1881 à Bruxelles et mort le 14 juin 1946 dans la même ville, est un militaire belge qui participa aux 2 guerres mondiales.

## Biographie
Oscar Michiels est né dans le centre de Bruxelles le 24 juillet 1881 d'un père ouvrier militaire. Il intégra une école militaire à Alost à l'âge de 11 ans. Trois ans plus tard, il est admis à l'école des cadets de Namur et termina en 1897 comme caporal. Après avoir été promu sergent au 1er régiment de chasseurs à pied, il retourna à l'école en 1901. Deux ans plus tard, il fut nommé lieutenant au 12e régiment de ligne. 
En 1913, il était stationné sur la position fortifiée de Liège. Le 1er août 1914, il fut affecté à l'état-major de la 3e division d'armée, poste qu'il occupa durant toute la guerre. Après la bataille de l'Yser, il fut promu au rang de capitaine. En septembre 1915, il fut muté sur le front mais y fut blessé quelques semaines plus tard dans un accident et retourna au quartier-général de la 3e division. Il devient capitaine-commandant en novembre de la même année. Le 20 juillet 1914, il fut décoré de la croix de guerre. À la suite des opérations victorieuses à Merkem en avril 1918, il fut fait commandeur de la Légion d'honneur par Ferdinand Foch. 
En mars 1919, il devint professeur au centre d'instruction d'état-major (devenu plus tard le Collège de guerre, département de l'École royale militaire) et occupa la fonction près de 12 ans. Devenu major, il instruisit le futur roi Léopold III encore prince, sur la guerre. En 1927, il devait quitter l'Ecole pour le commandement d'un bataillon mais son commandant s'y opposa. Il quitta sa fonction au Collège comme lieutenant-colonel en juin 1931 pour devenir chef d'état-major du 1er corps d'armée. En mars de l'année suivante, il fut nommé colonel. Deux ans plus tard, il fut nommé commandant du 1er régiment de grenadiers. En juin 1937, il fut promu général-major et devint chef du département du personnel du ministère de la Défense nationale. 
Après le déclenchement de la seconde guerre mondiale en septembre 1939, il prit le commandement de la 7e division d'infanterie de réserve pour superviser sa mobilisation. Cette division se vit par la suite assigner la tâche d'améliorer les défenses le long de la Dyle. Après plusieurs semaines, la division fut déplacée en protection du canal Albert. Il fut nommé chef d'état-major du roi Léopold III le 2 février 1940. Durant les derniers moments de la bataille de la Lys, le 27 mai, il suggéra que le roi envoie un représentant aux Allemands pour négocier un cessez-le-feu. Le roi suivi ce conseil et accepta finalement de se rendre aux Allemands le lendemain matin. L'amiral britannique Roger Keyes félicita le général Michiels pour sa haute moralité durant la campagne. 
Le 30 mai, il prononça un discours devant tous les officiers supérieurs belges, les remerciant pour leur service. Il demanda que l'état-major demeure avec lui pour l'assister dans la gestion de la situation chaotique qui suivi la capitulation. Les Allemands l'interrogèrent sur le respect de la politique de neutralité par la Belgique avant l'invasion et sur l'incident de Mechelen mais il refusa de leur répondre. Il fut emmené en Europe centrale en tant que prisonnier de guerre. Les Allemands lui offrirent de retourner en Belgique en 1943 et de diriger l'Institut national des anciens combattants mais il refusa d'abandonner ses subordonnés. Il fut libéré de l'Oflag II-A de Prenzlau par l'Armée rouge le 7 mai 1945.
Rapatrié, il prit sa retraite de l'armée fin 1945 et commença à écrire un livre sur la bataille de Belgique. Il mourut le 14 juin 1946 et fut inhumé avec les honneurs militaires. Son livre posthume, 18 jours de guerre en Belgique, fut publié l'année suivante.

## Sources
- (en) Cet article est partiellement ou en totalité issu de l’article de Wikipédia en anglais intitulé « Oscar Michiels » (voir la liste des auteurs).